# Brachyanillus liocraninus
Brachyanillus liocraninus är en spindelart som beskrevs av Simon 1913. Brachyanillus liocraninus ingår i släktet Brachyanillus och familjen månspindlar. Inga underarter finns listade.